# Football Club d'Annecy
Maillots
Actualités
Dernière mise à jour : 5 août 2025.
Le Football Club d'Annecy, abrégé en FC Annecy, est un club de football français situé à Annecy.
Longtemps plongé dans les différents championnats régionaux, le club intègre le championnat de France amateurs en 1948, dans lequel il reste jusqu'à la disparition de ce championnat en 1971. Place forte du football amateur à la fin des années 1950, le club devient champion de France amateurs en 1960. La disparition de ce championnat coïncide avec le lent déclin du club qui descend en Division d'Honneur dans les années 1970. Dans les années 1980, le FCA remonte la pente et monte en deuxième division. Mais l'année 1993 marque un tournant pour le club qui est relégué sportivement en National, puis administrativement en Promotion d'Honneur en 1994.
Dès lors, pendant près de vingt ans, le club joue dans les divisions régionales. Il retrouve finalement les championnats nationaux en 2015, puis remonte en Ligue 2 en 2022. Le président du club est Sébastien Faraglia et l'entraîneur est Laurent Guyot.

## Histoire

### Débuts du club (1927-1948)
Le Football Club d'Annecy est fondé en 1927 par René Veyrat, René Favre-Hoffer-Moschberger, Johanny Bolluz, Goerges Rulland, Georges Sonjon et Eugène Perron. Le premier président du club est alors Louis Monnet.
En 1933, Jean Chatenoud est nommé président. Il restera à la présidence du club jusqu'en 1970.
Les années 1940, marquées par la Seconde Guerre mondiale, représentent un tournant pour le club. Le FCA dispute, dans un premier temps, les 8es de finale de la zone non occupée de la Coupe de France en 1941. En 1942, il joue les quarts de finale de la zone non occupée après avoir éliminé l'AS Saint-Étienne et le CO Saint-Chamond. Il est battu par le Toulouse FC un but à zéro à Lyon. Enfin, en 1943, il atteint une nouvelle fois les 8es de finale de la zone Sud.
Parallèlement, en 1942, le club adhère au professionnalisme pour la première fois et termine 10e du groupe Sud du championnat de France de guerre 1942-1943. Le FC Annecy est cependant victime comme les autres clubs français de l'interdiction de disputer un championnat « national » en raison de l'occupation allemande. Il dispute une saison dans cette division puis perd son statut professionnel.
Après la guerre, le club prend place à la Division d'Honneur de la Ligue du Lyonnais. Il est une première fois champion en 1947. La Division Nationale du championnat de France amateurs voit le jour en 1948. Composée de 48 clubs répartis en quatre groupes géographiques, la Division nationale devient le premier niveau amateur, devant les Divisions d'Honneur des Ligues régionales. Le FC Annecy remporte parallèlement une nouvelle fois la Division d'Honneur en 1948 et peut ainsi accéder à l'échelon supérieur (CFA).

### Longue période en championnat de France amateurs (1948-1971)
Le FCA s'installe ensuite durablement en Division nationale du championnat de France amateurs, le plus haut niveau pour un club amateur. Il est le seul club à s'être maintenu à ce niveau de 1948, date de création de la Division Nationale du CFA, à 1971, date de sa disparition. Au cours de cette période, Lucien Leduc vient y achever sa carrière de joueur et y débuter celle d'entraîneur.
De 1949 à 1954, le club réalise des performances honorables en terminant systématiquement entre la 3e place et la 6e place. De plus, le FC Annecy réalise de beaux parcours en Coupe de France comme en 1951 où il élimine le CA Vitry (DH) et l'AS Monaco (D2) mais est défait par le RC Strasbourg (D1) en 8e de finale sur terrain neutre à Dijon. Le club atteint les 16es de finale de la coupe les deux saisons suivantes.
De 1955 à 1964, Annecy réalise de très bonnes performances dans ce championnat en finissant à huit reprises sur le podium de sa poule Sud-Est. Ainsi, le club haut-savoyard remporte le groupe Sud-Est de CFA en 1955, 1958 et 1960.

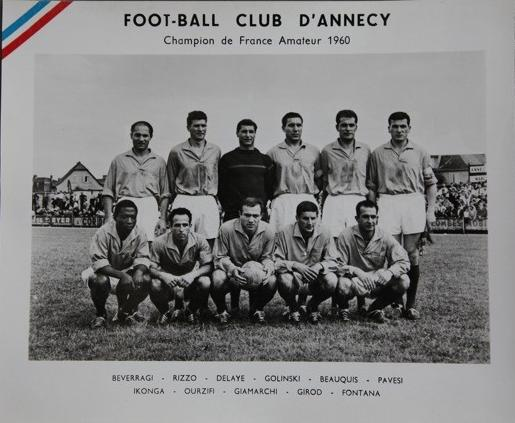
Le FC Annecy est champion de France amateurs en 1960.

En 1960, le FCA fait même mieux et réalise une excellente phase finale du championnat, qui réunie les vainqueurs de chaque groupe. Il élimine en quart de finale la réserve du FC Rouen (3-2, après prolongation), la réserve du Stade de Reims en demi-finale (4-2, après prolongation), avant de vaincre en finale la réserve du FC Nancy (2-1, après prolongation) à Mulhouse. Annecy décroche ainsi le titre national amateur avec Stanislas Golinski, entraîneur-joueur, ancien arrière central du Nîmes Olympique.
Les dernières années du FCA dans ce championnat ne sont plus aussi bonnes puisque le club n'atteint plus qu'une seule fois le podium de sa poule. Il arrive tout de même à atteindre les 16es de finale de la Coupe de France à quatre reprises.

### Années ternes (1971-1984)
En 1971, le club intègre le nouveau championnat de Division 3. Il tombe en DH deux ans plus tard, où il reste englué pendant sept saisons.
En 1980, le FC Annecy est vice-champion de DH et monte dans la Division 4, championnat créé en 1978. Après une première saison compliquée où le club finit 10e du groupe F, le club réalise de meilleurs résultats les saisons suivantes en terminant à la 4e place du groupe H en 1982 et à la 3e place du groupe H en 1983.

### Montée en Division 2 (1984-1993)
Le club termine finalement premier de son groupe de D4 en 1984. Après trois saisons où le FCA obtient des classements honorables, le club termine 2e du groupe Sud-Est de D3 en 1987-1988, ce qui lui permet d'être promu en D2 en 1988 grâce à Yves Mangione qui marque le but victorieux contre le Stade raphaëlois à la dernière journée du championnat.
Annecy évolue en D2 entre 1988 et 1993 avec un statut professionnel retrouvé. Ces saisons en D2 se font sous la conduite de Georges Korac, de Guy Stéphan, puis de Christian Coste.
Le meilleur classement du club est une 9e place obtenue lors de la saison 1990-1991. La même année, Annecy atteint les 8es de finale de la Coupe de France, en éliminant notamment l'AS Nancy-Lorraine, club de D1, en 16e de finale. Le club haut-savoyard est finalement éliminé par le Stade ruthénois (0-2) dans un Parc des Sports d'Annecy garni de 14 000 spectateurs.

### Chute du club (1993-2015)
Relégué à l'issue de la saison 1992-1993, le FCA ne reste pas longtemps en National 1 (D3). En effet, le 16 octobre 1993, après onze journées de championnat, Annecy abandonne sa place en National 1 et se voit relégué en DHR sur décision de la DNCG. Le FC Annecy est dissout et l'Annecy FC voit le jour. Terminant dernière de ce championnat, l'équipe est reléguée en fin de saison en PHR (D8).
Le club navigue alors dans les différentes divisions des championnats de la Ligue Rhône-Alpes et évolue une saison en PHR, neuf saisons en DHR (D7) et neuf saisons en DH (D6).
À la fin de la saison 2012-2013, le club accède de nouveau au plus haut niveau régional, la Division d'Honneur, en terminant premier de sa poule de DHR avec une seule défaite sur la saison, ayant la meilleure attaque (51 buts) et la meilleure défense (9 buts).
À noter qu'après vingt années de parenthèse Annecy FC, le club décide lors de l'assemblée générale du 14 novembre 2013 de reprendre son nom d'origine, le Football Club d'Annecy.

### Nombreuses promotions (2015-2022)

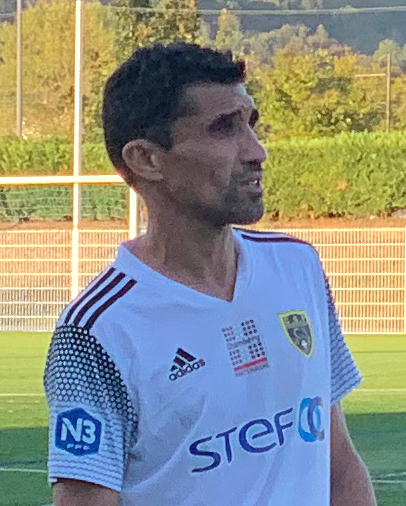
Nassim Akrour auteur de 41 buts en 76 matchs entre 2016 et 2019.

En 2015, le club est champion de Division d'Honneur en battant Montélimar et accède au CFA 2, retrouvant ainsi le niveau fédéral 22 ans après sa rétrogradation administrative. Dès sa première saison en CFA 2, le FC Annecy est promu en CFA, à la suite d'un nul obtenu face à la réserve du SC Bastia. Le club termine 2e de son groupe et meilleur 2e des huit poules de CFA 2 lui permettant ainsi d'être promu (les quatre meilleurs 2e accédants à cette époque).
De 2017 à 2019, le club joue les premiers rôles en National 2 mais échoue souvent de peu pour accéder en National terminant à chaque fois à la 2e ou 3e place.
À l'issue de la saison 2019-2020, l'équipe termine première de son groupe et accède à l'échelon supérieur. Le club est promu en National le 16 avril 2020, neuf journées avant la fin du championnat de N2, en raison de la pandémie de Covid-19, qui contraint la FFF à suspendre ses championnats.
Le FCA connaît des débuts compliqués en National. Le 8 décembre 2020, le club annonce le limogeage de son entraîneur Michel Poinsignon en raison des mauvais résultats des Rouges et Blancs (l'équipe était à la dernière place). Il est remplacé par Jean-Yves Chay, et par Rémi Dru, son adjoint. Le 4 mars 2021, le FC Annecy atteint les 16es de finale de la Coupe de France, mais est éliminé aux tirs au but par le GFA Rumilly-Vallières. À la suite d’une 14e place, et surtout d'une série de 10 matchs sans défaite, le club assure son maintien et évoluera une deuxième saison consécutive en National.
L'entraîneur Jean-Yves Chay annonce le 18 mai 2021 qu'il ne sera plus l'entraîneur du FC Annecy, et c'est le lendemain que le club annonce la venue de Laurent Guyot sur le banc.

### Accession en Ligue 2 (2022)

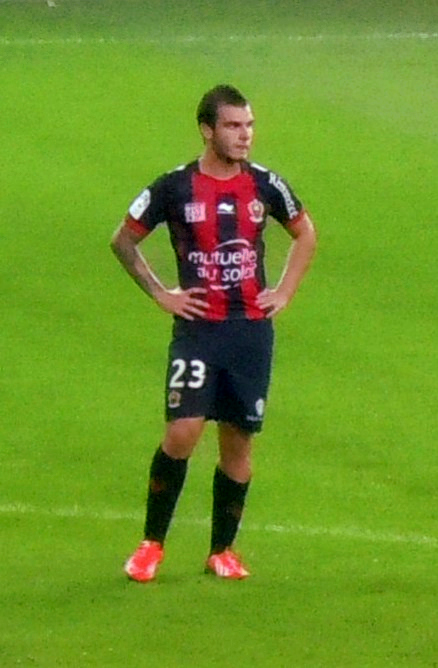
Alexy Bosetti.

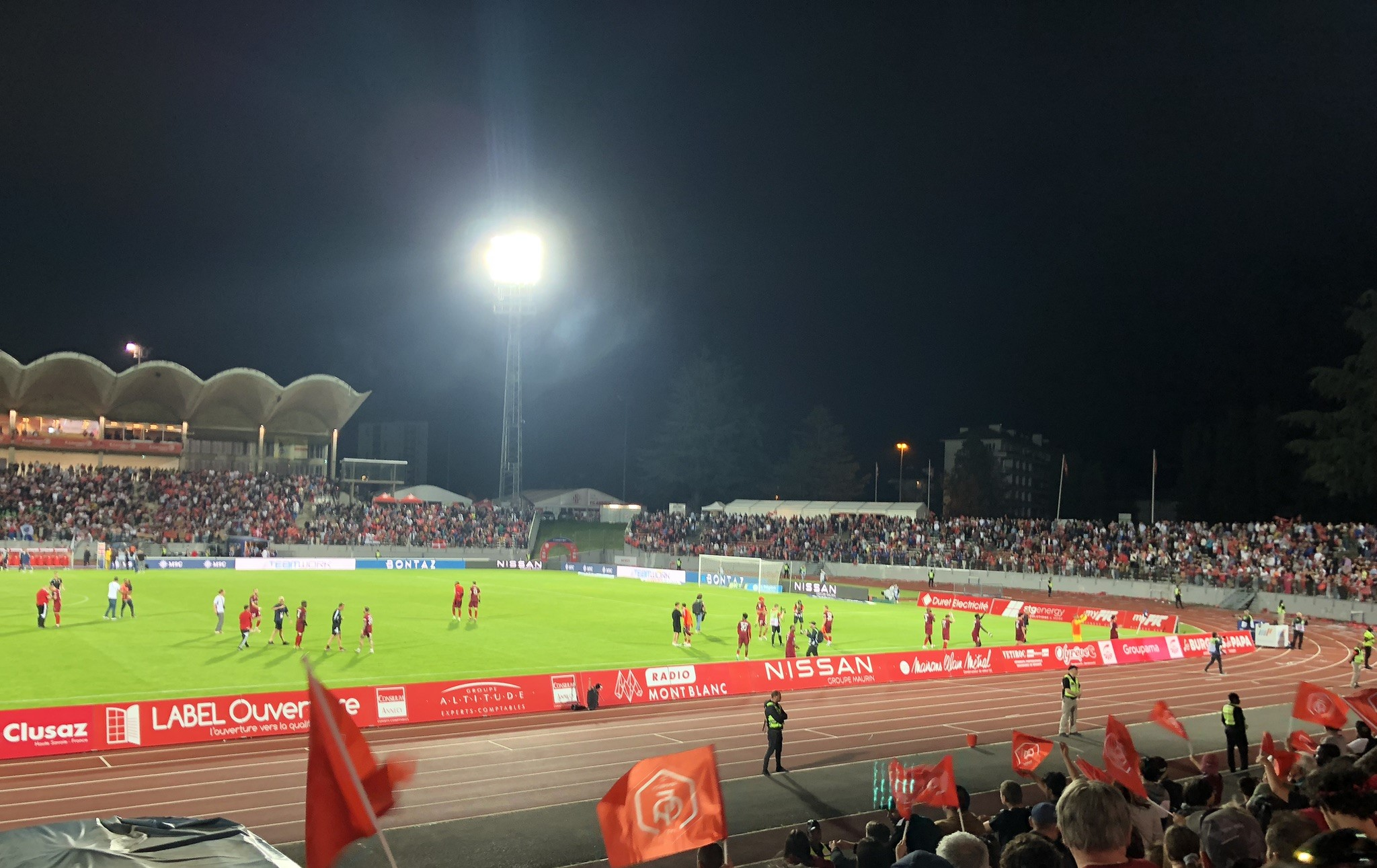
Le Parc des Sports d'Annecy lors du match FC Annecy - FC Girondins de Bordeaux en Ligue 2.

À l'issue de la saison 2021-2022 de National, le FC Annecy termine second du championnat et gagne son accession en Ligue 2 avec une victoire deux buts à zéro face au CS Sedan Ardennes grâce à un doublé d'Alexy Bosetti dans un Parc des Sports d'Annecy rempli de plus de 13 000 spectateurs.
Alors que la première partie de saison de Ligue 2 est très convaincante avec une solide 10e place à la 25e journée, Annecy prend part à sa plus grande épopée en Coupe de France en se qualifiant en demi-finale pour la première fois de son histoire. Après avoir battu le Paris Football Club en 8e de finale, le FCA élimine l'Olympique de Marseille au stade Vélodrome en quart de finale dans un match très disputé où les Annéciens parviennent à se qualifier aux tirs au but (2-2, 6-7 t.a.b). Le parcours du club haut-savoyard se termine face au Toulouse FC (défaite 1-2).
En fin de saison, alors que tout semblait acquis après la 37e journée de la saison avec une 14e place, le FC Annecy finit 17e du classement de Ligue 2 à l'issue de la 38e et dernière journée de championnat à la suite de l'arrêt définitif du match FCGB-RAF ainsi qu'à un but inscrit par Laval à la dernière minute et clos donc cette saison sur une relégation sportive. À la suite de cette décision, les Annéciens continue de lutter pour leur maintien en sollicitant diverses instances pour qu'une Ligue 2 à 21 clubs soit adoptée lors de la saison 2023/2024, mais cette décision est refusée par la LFP. Finalement, le FC Annecy est maintenu en Ligue 2 à deux jours de la reprise, après la relégation du FC Sochaux en National.

## Image et identité

### Logos

2016 à 2022.
Depuis 2022.

### Maillots
| Saison            | 2020-2021 | 2021-2022 | 2022-2023 | 2023-2024 |
| ----------------- | --------- | --------- | --------- | --------- |
| Maillot domicile  |           |           |           |           |
| Maillot extérieur |           |           |           |           |

## Palmarès et résultats

### Palmarès
| Compétitions nationales | Compétitions régionales |
| --- | --- |
| Championnats - Championnat de France D2 - Meilleure performance : 6e en 2025 - Championnat de France de National (D3) - Vice-champion : 2022 - Championnat de France de National 2 (D4) - Vainqueur de groupe : 2020 - Championnat de France de Division 4 (D4) - Vainqueur de groupe : 1984 - Championnat de France amateurs (1) - Champion : 1960 - Vainqueur de groupe : 1955, 1958 et 1960 Coupes - Coupe de France - Meilleure performance : demi-finale en 2023 | Championnats - Championnat de Rhône-Alpes (Division d’Honneur) (3) - Champion : 1947, 1948 et 2015 Coupes - Coupe de Rhône-Alpes (1) - Vainqueur : 1980 |

## Personnalités du club

### Joueurs emblématiques
Jonathan Gonçalves réalise au FC Annecy toute sa carrière de footballeur, de 2008 à 2024, connaissant pendant ces seize saisons cinq promotions et aucune relégation.

### Entraîneurs
| Nom                                | Période   |
| ---------------------------------- | --------- |
| Lucien Leduc                       | 1951-1958 |
| Stanislas Golinski                 | 1958-1964 |
| André Grillon                      | 1964-1968 |
| Léon Glovacki                      | 1968-1969 |
| Stanislas Golinski                 | 1969-1971 |
| Noël Gallo                         | 1971-1972 |
| Jean-Claude Lavaud André Giamarchi | 1972-1973 |
| Claude Rey                         | 1973-1977 |
| Claude Rey                         | 1977-1979 |
| Canzio Capaldini                   | 1979-1981 |

| Nom                 | Période          |
| ------------------- | ---------------- |
| Jean-Christian Lang | 1981-1987        |
| Georges Korac       | 1987-mai 1989    |
| Michel Poinsignon   | mai-juillet 1989 |
| Guy Stéphan         | 1989-1992        |
| Christian Coste     | 1992-1994        |
| Victor Mastroianni  | 1994-1999        |
| Jean-Yves Kerjean   | 1999-2000        |
| Alexandre Marinkov  | 2000-2002        |
| Franck Lebel        | 2002-2003        |
| Karim Fatmi         | 2003-2004        |
| Pascal Chavaroche   | 2004-2005        |

| Nom                | Période                    |
| ------------------ | -------------------------- |
| Milé Dukic         | 2005-2008                  |
| Alexandre Marinkov | 2008-2009                  |
| Willy Bruyas       | 2009-2010                  |
| Alexandre Marinkov | 2010-2011                  |
| Michel Poinsignon  | 2011-2016                  |
| Hélder Esteves     | 2016-2019                  |
| Michel Poinsignon  | 2019-2020                  |
| Rémi Dru           | décembre 2020-janvier 2021 |
| Jean-Yves Chay     | janvier 2021-mai 2021      |
| Laurent Guyot      | mai 2021-                  |

### Présidents
| Président       | Période   |
| --------------- | --------- |
| Louis Monnet    | 1927-?    |
| Jean Chatenoud  | 1933-1970 |
| René Gibault    | 1970-1972 |
| Jean Bugeat     | 1972-1973 |
| Charles Pothain | 1973-1976 |
| René Gibault    | 1976-1981 |
| Jean Bugeat     | 1981-1985 |
| Henri Ceccon    | 1985-1993 |

| Président                        | Période     |
| -------------------------------- | ----------- |
| Christian Piqueras               | 1993-1996   |
| Jacques Gothon                   | 1996-2002   |
| Dominique Baud                   | 2002-2003   |
| Michel Rousseaux                 | 2003-2008   |
| Michel Rousseaux Stéphane Loison | 2008-2009   |
| Stéphane Loison                  | 2009-2021   |
| Sébastien Faraglia               | depuis 2020 |

### Effectif professionnel actuel
Le premier tableau liste l'effectif professionnel du FC Annecy pour la saison 2024-2025. Le second recense les prêts effectués par le club lors de cette même saison.
En grisé, les sélections de joueurs internationaux chez les jeunes mais n'ayant jamais été appelés aux échelons supérieurs une fois l'âge-limite dépassé ou les joueurs ayant pris leur retraite internationale.

## Structures du club

### Stade

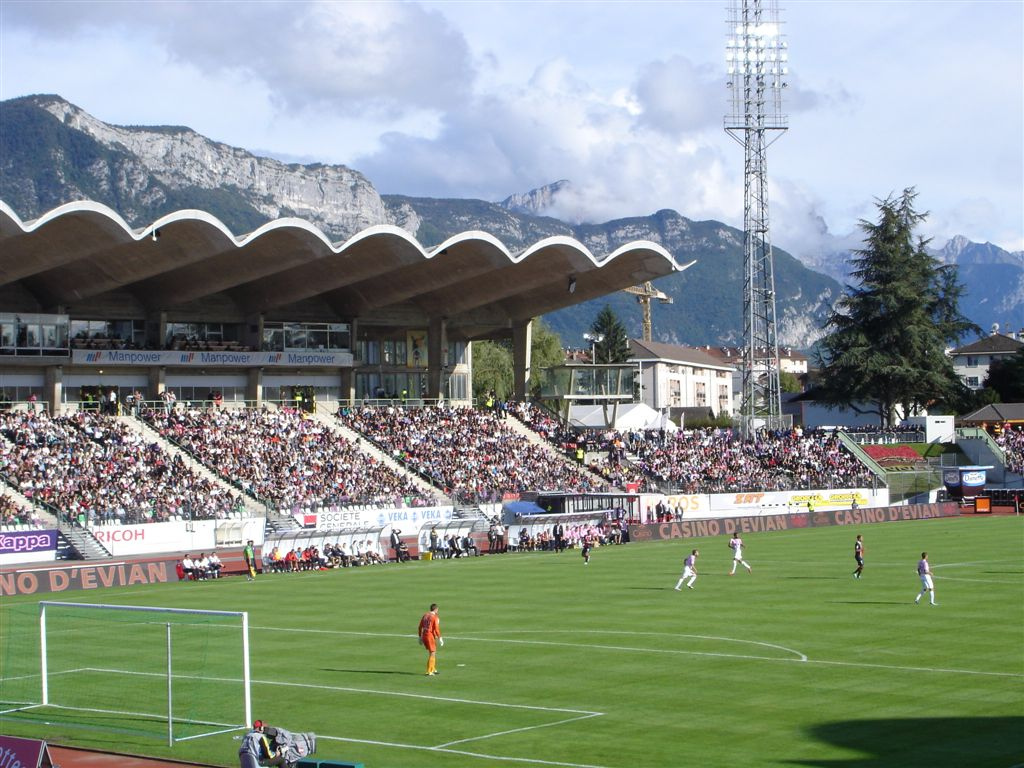
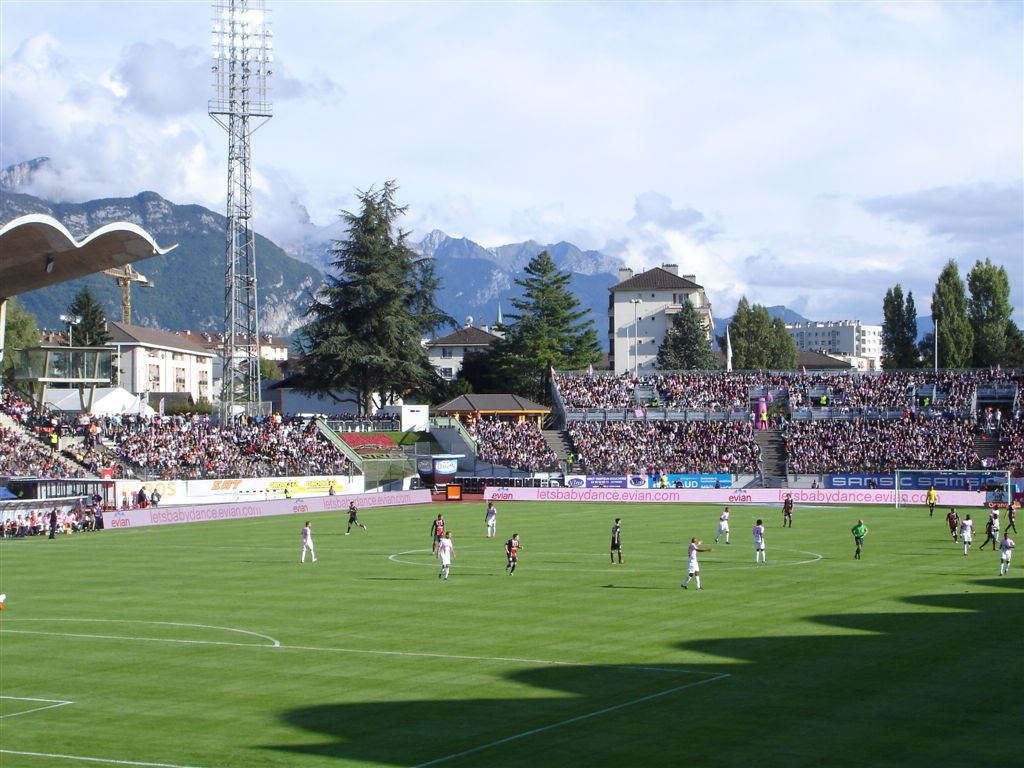
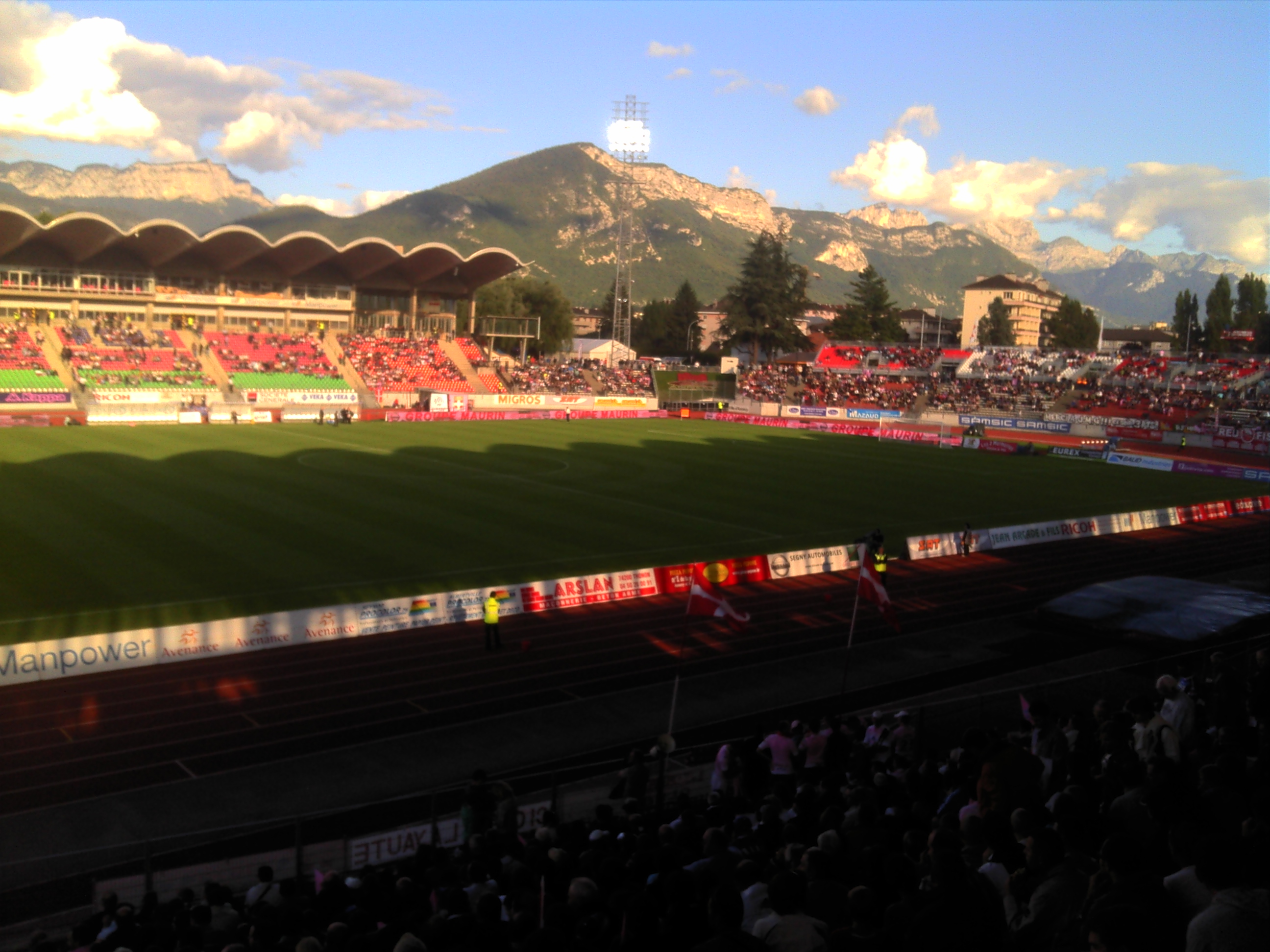
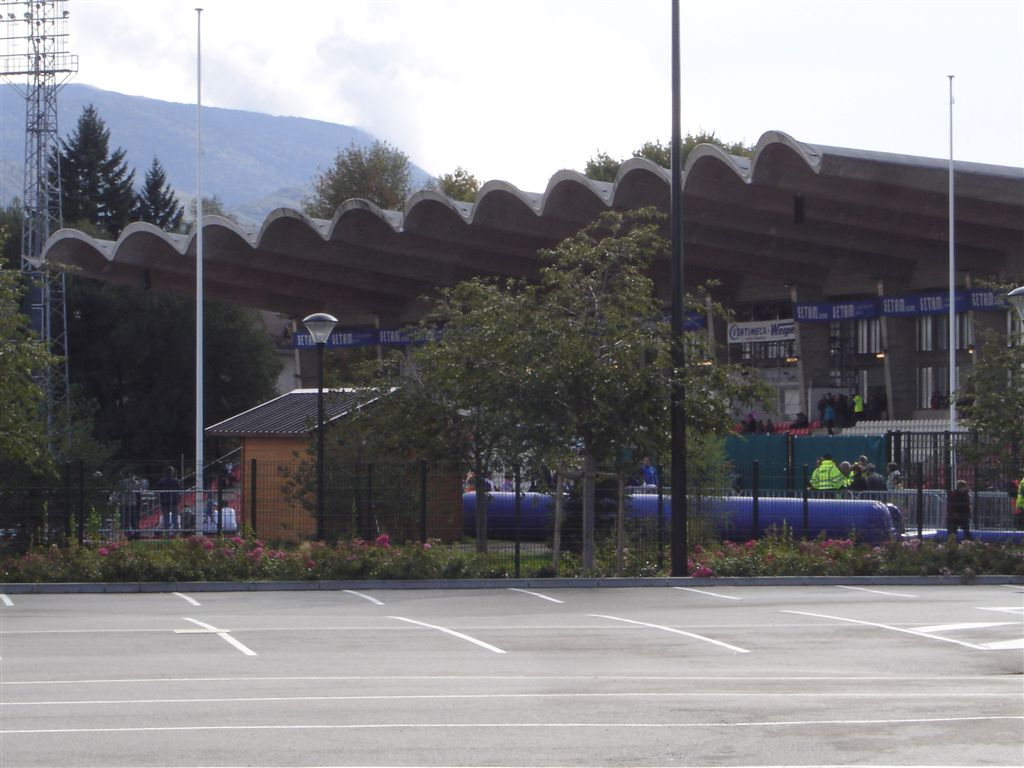

Le Parc des Sports est l'enceinte du club depuis son inauguration dans les années 1960. Sa capacité actuelle est de 13 634 places. Les meilleures affluences du FC Annecy au Parc des Sports sont enregistrées essentiellement lors des matchs de prestige de la Coupe de France, à l'image des rencontres contre le Paris Saint-Germain en 1993 (14 584 spectateurs), le Stade ruthénois en 1991 (14 000 spectateurs) ou encore le Toulouse FC en 2023 (13 620 spectateurs).

### Aspects économiques
Le tableau ci-dessous résume les différents budgets prévisionnels du club saison après saison.
| Saison | 2019-2020 | 2020-2021 | 2021-2022 | 2022-2023 | 2023-2024 | 2024-2025 | 2025-2026 |
| Budget | 2,5 M€    | 3 M€      | 4 M€      | 8 M€      | 8 M€      | 10 M€     |           |